# Oxford (Maine)
Oxford is een plaats (town) in de Amerikaanse staat Maine, en valt bestuurlijk gezien onder Oxford County.

## Demografie
Bij de volkstelling in 2000 werd het aantal inwoners vastgesteld op 3960.

## Plaatsen in de nabije omgeving
De onderstaande figuur toont nabijgelegen plaatsen in een straal van 28 km rond Oxford.